# Platygaster betulae
Platygaster betulae är en stekelart som först beskrevs av Jean-Jacques Kieffer 1916.  Platygaster betulae ingår i släktet Platygaster och familjen gallmyggesteklar. Arten är reproducerande i Sverige. Inga underarter finns listade i Catalogue of Life.